# Садиба Колосовських (Вінож)

## Розташування
Садиба Колосовських розташована в одному із старовинних сіл Вінниччини — с.Вінож Мурованокуриловецького р-ну, що за 20,5 км від районного центру. Село утворилось приблизно у 1295 році і було містечком.

## Історія
Садибний будинок збудовано в середині XIX ст. і належав він вінозькій поміщиці Колосовській. Складається садиба з житлового будинку з чотирма «римськими колонами» біля центрального входу, а також парку з плодовими деревами та алеї ялин віком до ста років.

## Сучасний стан
До недавнього часу у приміщенні була початкова школа.